# شیکر هایتس (اوهایو)
شیکر هایتس(به انگلیسی: Shaker Heights) شهری در ایالت اوهایو کشور ایالات متحده آمریکا است که جمعیت آن در سرشماری سال ۲۰۱۰ میلادی، ۲۸٬۴۴۸ نفر بوده‌است.